# Vallo Torinese
 Vallo Torinese  (piemontiul: Val) egy olasz község  Piemont régióban, Torino megyében.

## Elhelyezkedése
A Lanzo-völgyek egyik települése.

Vallo Torinese a község Torino megye térképén

A vele határos települések: Cafasse, Fiano, Germagnano, Varisella és Viù.